# Фридерици, Ермолай Карлович
Ермолай Карлович Фридерици (1779—1869) — генерал от инфантерии, герой сражения под Пултуском.

## Биография
Родился в 1779 году.
Проходя курс наук в Эстляндской дворянской гимназии, Фридерици, по обычаю того времени, на восьмом году от роду был записан капралом в лейб-гвардии Конный полк и только в 1796 году определён на действительную службу с чином капитана в Рязанский пехотный полк. В том же году он был командирован в Финляндию для производства топографических и картографических работ.
В 1797 году Фридерици был переведён в свиту Его Величества по квартирмейстерской части, в 1799 году был произведён в майоры, в 1802 году был командирован для изучения астрономии к академику Шуберту, при котором находился около полугода, после чего был причислен к миссии, посланной в Японию на шлюпе «Надежда», под командою флота капитан-лейтенанта И. Ф. Крузенштерна.
По возвращении в 1806 году из кругосветного плавания, Фридерици произведён в подполковники и с открытием военных действий против Наполеона прибыл к армии Беннигсена. Здесь он принимал участие в делах при Пултуске, Ландсберге, Прейсиш-Эйлау, Чарново, Гуттштадте, Гейльсберге и Фридланде, причём за ряд оказанных отличий был награждён орденами св. Владимира 4-й степени с бантом, св. Анны 2-й степени, а также прусским орденом «Pour le Mérite». 8 января 1808 года Фридерици был удостоен ордена св. Георгия 4-й степени (№ 698 по кавалерскому списку Судравского и № 1712 по списку Григоровича — Степанова)
В воздаяние отличного мужества и храбрости, оказанных в продолжении нынешней кампании против французских войск, в которой, находясь всегда в авангарде генерал-майора Барклай-де-Толи, поступал при действиях с неприятелем храбро и неустрашимо и в сражении под Пултуском 14 декабря явил особенное мужество в собирании людей и в поражении неприятеля.
20 мая 1808 года Фридерици также был пожалован золотой шпагой с надписью «За храбрость».
В том же 1808 году Фридерици был произведён в полковники и в том же году явился участником новой войны против Швеции и находился в делах 1808—1809 гг. и при переходе через Ботнический залив.
В 1810 году Фридерици был уже в делах в пределах Турции, где за боевые отличия при осаде Силистрии и в сражениях под Шумлой и Рущуком произведён, на 31 году от роду, в генерал-майоры.
Во время Отечественной войны Фридерици оставался в Молдавии и командовал отдельными отрядами, назначенными для охраны границ с Турцией и Австрией.
В 1813 году он вышел в отставку, в которой оставался до своего назначения в 1820 году на должность директора города Павловска. Заняв в 1826 году пост Павловского коменданта, он сохранил его до своей кончины, причём за отличие был пожалован в 1829 году чином генерал-лейтенанта и в 1848 году — генерала от инфантерии.
Умер 1 марта 1869 года в Павловске.

## Память
В честь Е. К. Фридерици в 1937—1918 годах носила своё название Фридерицинская улица (ныне Красногвардейская) в Павловске.